# WZ-XII „Kogutek” II
 Zalewski W.Z.XII Kogutek II  – polski jednopłatowy jednomiejscowy słabosilnikowy samolot  samolot szkolny konstrukcji drewnianej, ze stałym podwoziem zaprojektowany w 1932 roku w Milanówku.

## Historia
W 1932 r. inż. Władysław Zalewski rozpoczął projektowanie samolotu sportowego WZ-XII „Kogutek II”, który był rezultatem wieloletnich studiów konstruktora nad samolotem sportowym napędzanym silnikiem małej mocy z dobrymi parametrami aerodynamicznymi i użytkowymi a jednocześnie mający małe wymiary ułatwiające hangarowanie. W zamiarze konstruktora miał się przyczynić do popularyzacji prywatnego lotnictwa, koszt jego zakupu szacowano na 6-7 tysięcy złotych. „Kogutek II” został zbudowany w przydomowym warsztacie Zalewskiego w Milanówku niedaleko Warszawy. Pieniądze na materiały były pozyskane z LOPP, a sam gotowy samolot stał się własnością tej organizacji i został zarejestrowany jako motoszybowiec. Silnik zbudował sam konstruktor w przydomowym warsztacie. W 1937 r. prototyp z silnikiem WZ-18 został oblatany. Silnik ten, został zbudowany przez inż. Zalewskiego w 1924 r. i służył do napędu samolotu WZ-XI Kogutek I. W dniu 26.09.1937 r. WZ-XII „Kogutek II” był prezentowany publicznie podczas uroczystości przekazania na lotnisku mokotowskim 127 samolotów ufundowanych przez społeczeństwo. Po pierwszych lotach samolot został poddany wg zaleceń KCSP modyfikacji i wykonano próby fabryczne. Niestety jesienią 1938 r. prototyp został rozbity przez kpt. Stanisława Brejnaka, na początku prób w I.T.L. w Warszawie. Ostatecznie na samolocie tym wykonano 56 lotów w czasie 26 godzin. Inż. Władysław Zalewski opracował także wersje rozwojowe tego samolotu:
- akrobacyjną WZ-XIIa z silnikiem WZ-40 o mocy 40 KM,
- sportową WZ-XIIb z silnikiem WZ-25 o mocy 25-28 KM,
- dwumiejscową wersję z krytą kabiną, która miała nosić oznaczenie WZ-XIV „Kogutek III” na którym to samolocie konstruktor zamierzał polecieć z Wielkiej Brytanii do Polski

## Konstrukcja
Jednomiejscowy zastrzałowy grzbietopłat o konstrukcji drewnianej ze stałym podwoziem. Płat trapezowy z zaokrąglonymi końcami o lekkim wzniosie, zastrzałowy dwudzielny jednodźwigarowy z tylnym dźwigarem pomocniczym i grubą listwą na krawędzi natarcia, kryty sklejką. Lotki kryte płótnem.
Kadłub o przekroju prostokątnym, konstrukcji półskorupowej kryty sklejką. Przednia część kadłuba w pobliżu silnika kryta blachą aluminiową. W kadłubie były umieszczone dwa zbiorniki paliwa o łącznej pojemności 40 litrów. Kabina odkryta, przed nią znajdował się kozioł przeciwkapotażowy wykonany z rur stalowych. Kadłub, skrzydła i usterzenie wodoszczelne, umożliwiające utrzymanie się na wodzie w razie konieczności wodowania. Statecznik pionowy integralny z kadłubem, kryty sklejką. Kształt usterzenia pionowego jak u „Kogutka I”. Statecznik poziomy dzielony, składany, usztywniony linkami, kryty płótnem. Stery wysokości kryte płótnem. Podwozie klasyczne stałe z rur stalowych, dwukołowe. Płoza ogonowa drewniana.
Napęd stanowił gwiazdowy, pięciocylindrowy, silnik chłodzony powietrzem WZ-18, o mocy 17-18 KM. Napędzał stałe śmigło drewniane o średnicy 1,4 m.

## Malowanie
Cały samolot był pomalowany na kolor kremowy z wiśniowymi elementami na przodzie kadłuba i na stateczniku pionowym.